# Stan Nicholls
Pour les articles homonymes, voir Nicholls.
Œuvres principales
- Orcs

Stan Nicholls, né en 1949 à Londres, est un écrivain de fantasy britannique à temps plein depuis 1981, reconnu entre autres pour son cycle Orcs. Il a écrit beaucoup d'autres romans, dont Le Cycle du vif-argent et Les Chroniques de NightShade.

## Œuvres

### Les Chroniques de Nightshade
1. Le Grimoire des ombres, Bragelonne, 2003 ((en) The Book of Shadows, 1996)
2. L'Ombre du sorcier, Bragelonne, 2004 ((en) The Shadow of the Sorcerer, 1997)
3. L'Invasion des ombres, Bragelonne, 2004 ((en) A Gathering of Shadows, 1998)

- Nightshade : L'Intégrale de la trilogie, Bragelonne, 2008

### UniversOrcs

#### Orcs
1. La Compagnie de la foudre, Bragelonne, 2001 ((en) Bodyguard of Lightning, 1999)
2. La Légion du tonnerre, Bragelonne, 2002 ((en) Legion of Thunder, 1999)
3. Les Guerriers de la tempête, Bragelonne, 2002 ((en) Warriors of the Tempest, 2000)

- Orcs : L'Intégrale de la trilogie, Bragelonne, 2007 ((en) Orcs First Blood, 2002)

#### La Revanche des Orcs
Quelques années après le départ de Stryke et ses Renards de Maras Dantia pour vivre dans un monde d'orc où règne la paix, les Renards commencent a se lasser de leur monde qui ne leur laisse que la chasse pour seul distraction. Jusqu'au jour où un message de Serapheim leur parvient à travers un portail magique, leur demandant de se dresser a nouveau contre Jennesta qui a survécu. Il n'en faut pas moins à Stryke et aux Renards qui repartent en Maras Dantia pour faire face a leur plus mortel ennemi. Stryke va vite comprendre que ce combat est loin d’être gagné et va devoir forger des alliances, dont certaines totalement improbable.
1. Armes de destruction magique, Bragelonne, 2008 ((en) Weapons of Magical Destruction, 2008)
2. L'Armée des ombres, Bragelonne, 2009 ((en) Army of Shadows, 2009)
3. Inferno, Bragelonne, 2012 ((en) Inferno, 2011)

- La Revanche des Orcs : L'Intégrale de la trilogie, Bragelonne, 2013 ((en) Orcs: Bad Blood: The Second Omnibus, 2013)

#### Recueil de nouvelles
- (en) Tales of Maras-Dantia, 2015

### Vif-Argent
1. L'Éveil du Vif-Argent, Bragelonne, 2004 ((en) Quicksilver Rising, 2003)
2. Le Zénith du Vif-Argent, Bragelonne, 2005 ((en) Quicksilver Zenith, 2004)
3. Le Crépuscule du Vif-Argent, Bragelonne, 2007 ((en) Quicksilver Twilight, 2006)

- Vif-Argent : L'Intégrale de la trilogie, Bragelonne, 2010